# Phosmet
Phosmet ist eine chemische Verbindung aus der Gruppe der Carbonsäureimide und Thiophosphorsäureester.

## Gewinnung und Darstellung
Phosmet kann durch Reaktion von N-Chlormethylphthalimid mit O,O-Dimethyldithiophosphorsäure gewonnen werden. Ersteres wiederum kann durch Reaktion von Phthalimid mit Formaldehyd und Chlorwasserstoff hergestellt werden.

## Eigenschaften
Phosmet ist ein farbloser Feststoff mit intensivem Geruch.

## Verwendung
Phosmet wird als Wirkstoff in Pflanzenschutzmitteln verwendet. Es wurde in den Vereinigten Staaten zuerst 1966 als Breitspektrum-Insektizid zur Bekämpfung einer Vielzahl von Schädlingen, einschließlich Rüsselkäfern, Baumwollkapselkäfern, Apfelwicklern und Motten zugelassen. Darüber hinaus wurde Phosmet für eine direkte Behandlung von Ektoparasiten bei Tieren zugelassen, um Flöhe, Läuse, Zecken und andere bei Rindern, Schweinen und Hunden zu bekämpfen.

## Zulassung
In der Europäischen Union wurde der Wirkstoff Phosmet 2007 als Insektizid und Akarizid zugelassen. In Deutschland und der Schweiz sind keine Pflanzenschutzmittel mit diesem Wirkstoff zugelassen. In Österreich lief die Zulassung für ein Präparat für die Anwendung gegen Kartoffelkäfer und Rapsglanzkäfer zum 9. März 2021 aus. Das Europäische Arzneibuch legt als Grenzwert für Phosmet-Rückstände in pflanzlichen Drogen 0,05 mg·kg−1 fest.
Die Genehmigung für die Anwendung des Wirkstoffs Phosmet in der Europäischen Union läuft am 31. Juli 2022 aus; diese Entscheidung der EU-Kommission ist in der Verordnung (EU) 2022/94 am 24. Januar 2022 veröffentlicht worden. In der Schweiz wurde die Zulassung für die Verwendung in Pflanzenschutzmittel per 1. Juli 2022 verboten.